# Кольбексон
Кольбексон  (швед. Kolbäcksån) — річка у центральній Швеції, у ленах Даларна і Вестманланд. Впадає у північно-західну частину озера Меларен. Довжина річки становить 180 км,   площа басейну  — 3090 км². 
На річці побудовано 16 ГЕС, на її притоках у верхоріччі побудовано 6 ГЕС. Загальна встановлена потужність всіх ГЕС становить 55,8 МВт, загальне середнє річне виробництво — 196,6 млн кВт·год. 
Річка отримала свою назву через те, що в своїй нижній течії вона протікає через місто Кольбек, або після Кольбекен (тепер його часто називають Оксельбібекен). Попередня назва Ramnäsströmmen, або в Стремсхольмі тільки Strömmen.
Кольбексон має довжину 199 км (включаючи вихідні потоки) і тече від Даларна через Вестманланд до Mälar Fjärden Galten. Річка протікає, серед іншого, через озера Весман, Баркен і Аменнінген. Площа водозбірного басейну становить 3118 км², а середня витрата в гирлі становить 27 м³/с, що робить його другою за величиною притокою Меларен. Кольбексон належить до головного басейну Norrström.
Численні водоспади вздовж Kolbäcksån набули важливого значення для промисловості з самого початку. Наприклад, у районі Семла, Фагерста, Вестанфорс, Рамнес, Сурахаммар і Халльстахаммар, були засновані чавунні заводи. Стремсхольмський канал протікає за річкою та її озерами на 100 км.
Зникаючий і червонокнижний вид риб Білизна звичайна нереститься в нижній частині річки.

## Галерея

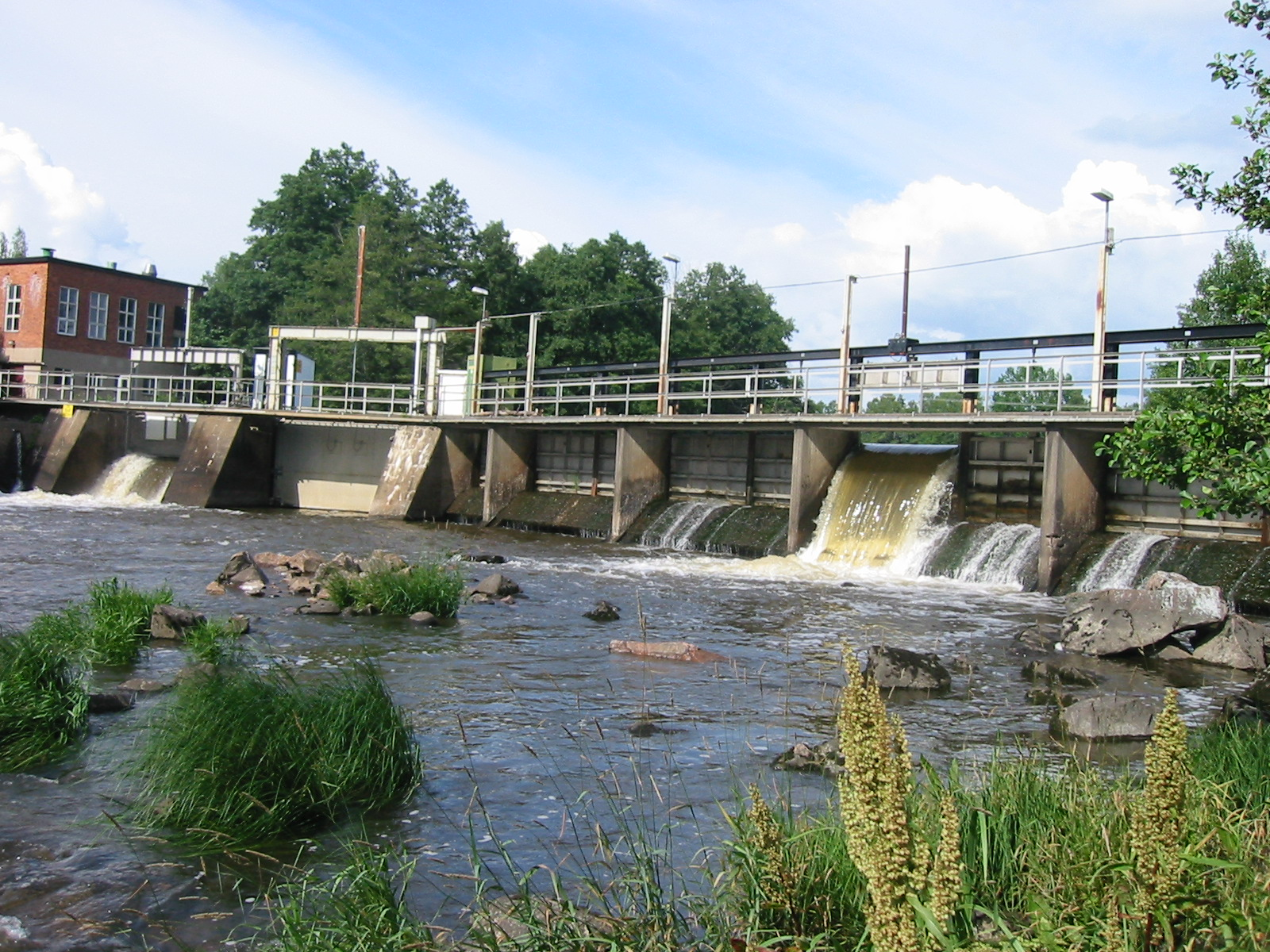
ГЕС «Серстафорс».
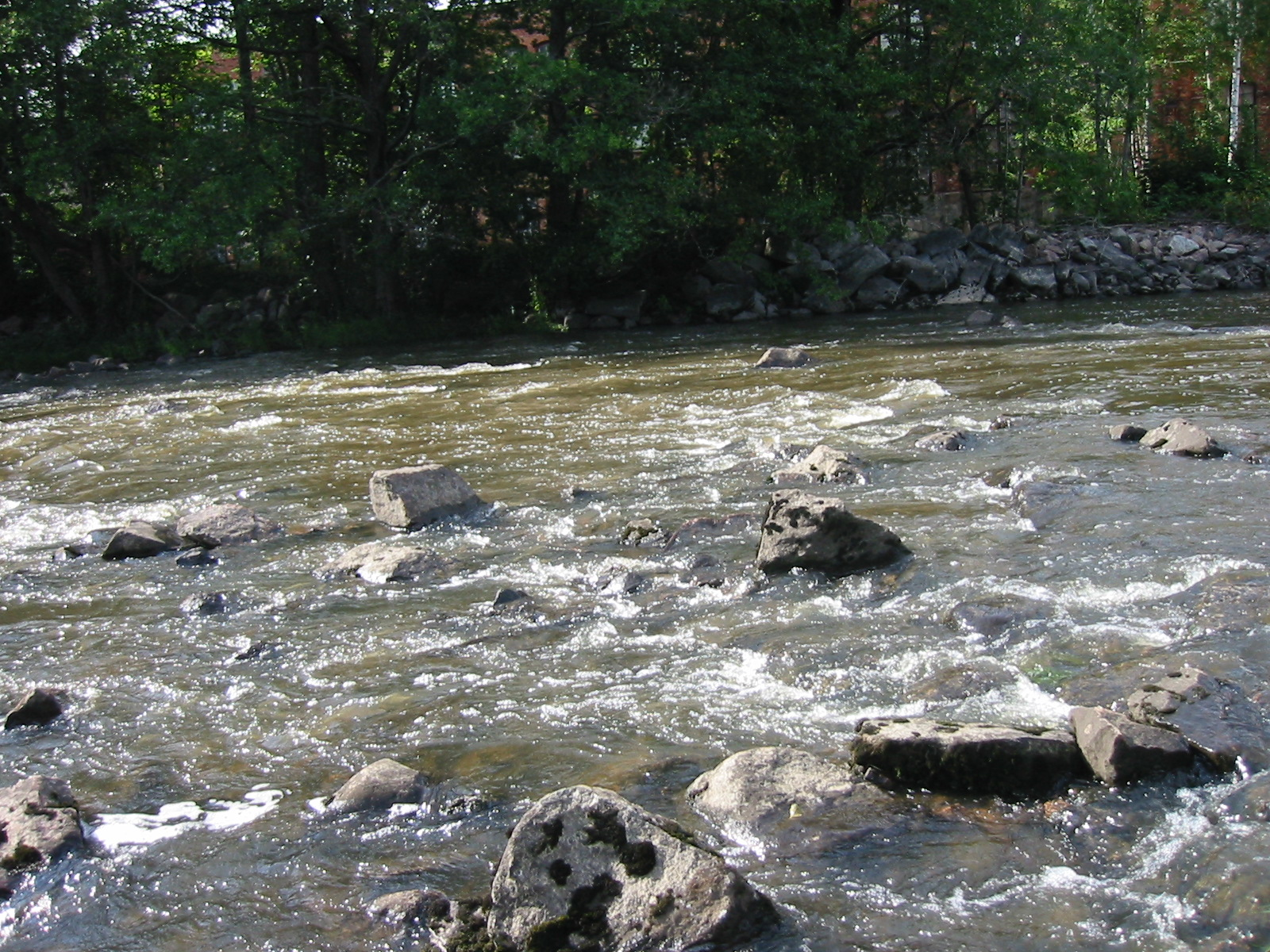
Пороги на Кольбексон за ГЕС «Серстафорс».
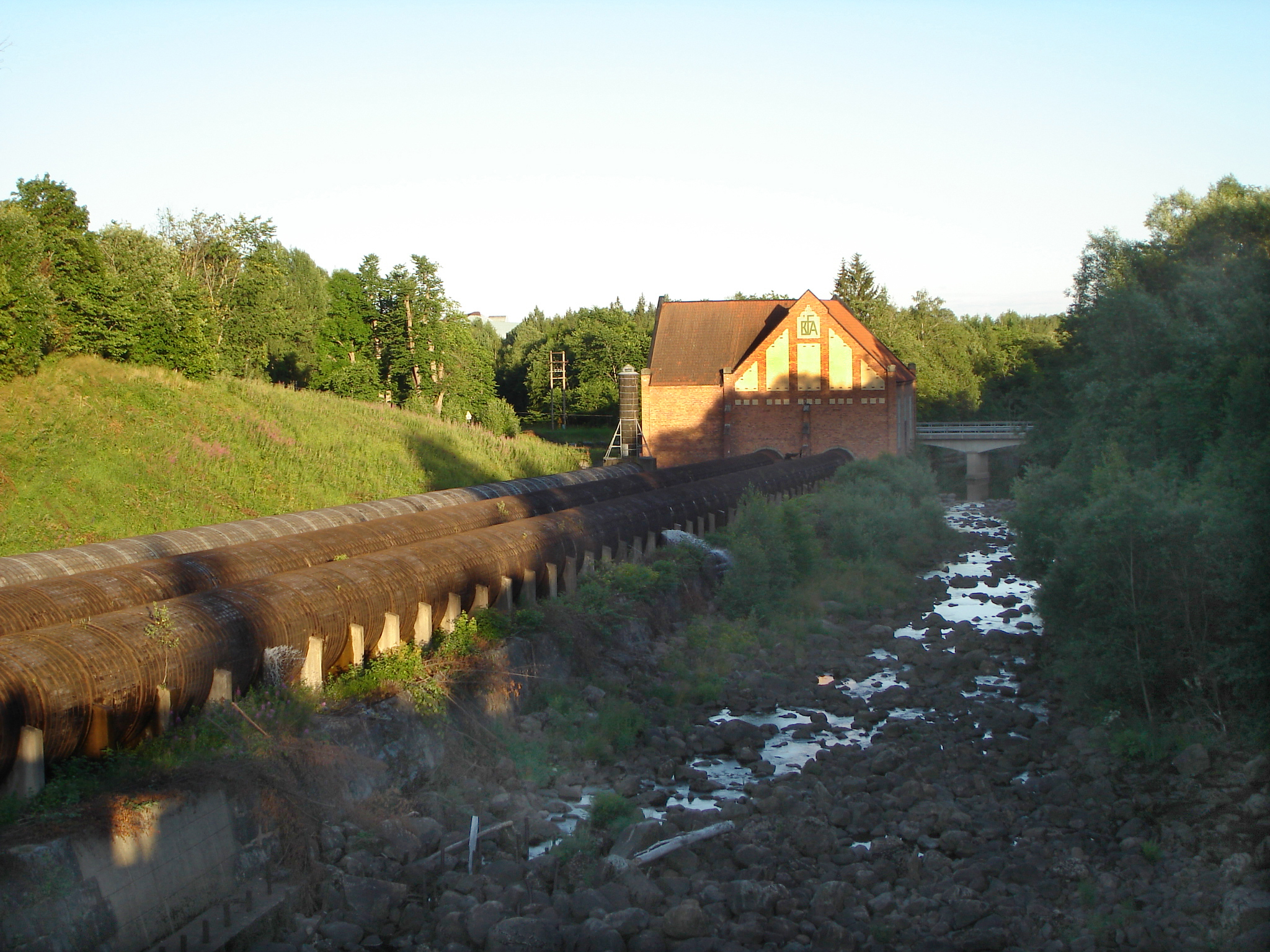
Річище річки Кольбексон після греблі ГЕС «Семла» (швед. Semlaområdet[sv]).

## Зовнішні посилання
- Карта Кольбексон[недоступне посилання з липня 2019] на сайті Державного географічного інституту Швеції. (швед.) (англ.)